# Coupe de la Ligue française masculine de handball 2013-2014
Navigation
Coupe de la Ligue 2012-2013 Coupe de la Ligue 2014-2015
La Coupe de la Ligue française masculine de handball 2013-2014 est la 13e édition de la Coupe de la Ligue française masculine de handball, organisée par la Ligue nationale de handball.
Le Chambéry SH a organisé la phase finale à 4 (Final Four) de la compétition au Phare les 1er et 2 février 2014. Les Savoyards n'y ont toutefois pas participé, ayant été éliminés en quarts de finale par Saint-Raphaël VHB. Ces derniers s'imposent en demi-finale face Paris Saint-Germain aux tirs au but, mais s'inclinent ensuite nettement en finale face au Montpellier AHB qui remporte sa 9e coupe de la Ligue. Les Montpelliérains ont dominé en demi-finale Dunkerque HGL, le leader du championnat de France.

## Modalités
Le Paris Saint-Germain et Dunkerque HGL sont exemptés de huitièmes de finale car ils se sont directement qualifiés pour la Ligue des Champions. Par ailleurs, les 12 clubs restants du Championnat de France 2013-2014 sont répartis en deux chapeaux pour le tirage au sort selon leur classement de la saison précédente.
Le vainqueur est qualifié pour la Coupe de l'EHF 2014-2015, mais si à l'issue du championnat de France, le club concerné est également qualifié en Ligue des champions, la place en Coupe de l'EHF sera réattribuée en fonction du classement dudit championnat.

## Résultats

### Tableau des résultats
|  | Huitièmes de finale 2-3 octobre 2013 | Huitièmes de finale 2-3 octobre 2013 |                   |    | Quarts de finale 9-10 novembre 2013 | Quarts de finale 9-10 novembre 2013 |  |  | Demi-finales 1er février 2014 | Demi-finales 1er février 2014 |  |  | Finale 2 février 2014    | Finale 2 février 2014    |
|  | Huitièmes de finale 2-3 octobre 2013 | Huitièmes de finale 2-3 octobre 2013 |                   |    | Quarts de finale 9-10 novembre 2013 | Quarts de finale 9-10 novembre 2013 |  |  | Demi-finales 1er février 2014 | Demi-finales 1er février 2014 |  |  | Finale 2 février 2014    | Finale 2 février 2014    |
|  |                                      |                                      |                   |    |                                     |                                     |  |  |                               |                               |  |  |                          |                          |
|  | 2 octobre 2013, PS J-F Krakowski     | 2 octobre 2013, PS J-F Krakowski     |                   |    | 10 novembre 2013, PS J-F Krakowski  | 10 novembre 2013, PS J-F Krakowski  |  |  | 1er février 2014, Le Phare    | 1er février 2014, Le Phare    |  |  | 2 février 2014, Le Phare | 2 février 2014, Le Phare |
|  | 2 octobre 2013, PS J-F Krakowski     | 2 octobre 2013, PS J-F Krakowski     |                   |    | 10 novembre 2013, PS J-F Krakowski  | 10 novembre 2013, PS J-F Krakowski  |  |  | 1er février 2014, Le Phare    | 1er février 2014, Le Phare    |  |  | 2 février 2014, Le Phare | 2 février 2014, Le Phare |
|  | Saint-Raphaël VHB                    | 33                                   |                   |    | 10 novembre 2013, PS J-F Krakowski  | 10 novembre 2013, PS J-F Krakowski  |  |  | 1er février 2014, Le Phare    | 1er février 2014, Le Phare    |  |  | 2 février 2014, Le Phare | 2 février 2014, Le Phare |
|  | Saint-Raphaël VHB                    | 33                                   |                   |    | 10 novembre 2013, PS J-F Krakowski  | 10 novembre 2013, PS J-F Krakowski  |  |  | 1er février 2014, Le Phare    | 1er février 2014, Le Phare    |  |  | 2 février 2014, Le Phare | 2 février 2014, Le Phare |
|  | USAM Nîmes Gard                      | 24                                   |                   |    | 10 novembre 2013, PS J-F Krakowski  | 10 novembre 2013, PS J-F Krakowski  |  |  | 1er février 2014, Le Phare    | 1er février 2014, Le Phare    |  |  | 2 février 2014, Le Phare | 2 février 2014, Le Phare |
|  | USAM Nîmes Gard                      | 24                                   | Saint-Raphaël VHB | 28 |                                     |                                     |  |  | 1er février 2014, Le Phare    | 1er février 2014, Le Phare    |  |  | 2 février 2014, Le Phare | 2 février 2014, Le Phare |
|  | 2 octobre 2013, Le Phare             |                                      | Saint-Raphaël VHB | 28 |                                     |                                     |  |  | 1er février 2014, Le Phare    | 1er février 2014, Le Phare    |  |  | 2 février 2014, Le Phare | 2 février 2014, Le Phare |
|  |                                      | Chambéry SH                          | 23                |    |                                     |                                     |  |  | 1er février 2014, Le Phare    | 1er février 2014, Le Phare    |  |  | 2 février 2014, Le Phare | 2 février 2014, Le Phare |
|  | Chambéry SH                          | Chambéry SH                          | 23                | 33 |                                     |                                     |  |  | 1er février 2014, Le Phare    | 1er février 2014, Le Phare    |  |  | 2 février 2014, Le Phare | 2 février 2014, Le Phare |
|  | Chambéry SH                          | 10 novembre 2013, CSI Sélestat       |                   | 33 |                                     |                                     |  |  | 1er février 2014, Le Phare    | 1er février 2014, Le Phare    |  |  | 2 février 2014, Le Phare | 2 février 2014, Le Phare |
|  | Pays d'Aix UCH                       | 24                                   |                   |    |                                     |                                     |  |  | 1er février 2014, Le Phare    | 1er février 2014, Le Phare    |  |  | 2 février 2014, Le Phare | 2 février 2014, Le Phare |
|  | Pays d'Aix UCH                       | 24                                   | Saint-Raphaël VHB | 41 |                                     |                                     |  |  |                               |                               |  |  | 2 février 2014, Le Phare | 2 février 2014, Le Phare |
|  | 2 octobre 2013, CSI Sélestat         |                                      | Saint-Raphaël VHB | 41 |                                     |                                     |  |  |                               |                               |  |  | 2 février 2014, Le Phare | 2 février 2014, Le Phare |
|  |                                      | Paris Saint-Germain                  | 41                |    |                                     |                                     |  |  |                               |                               |  |  | 2 février 2014, Le Phare | 2 février 2014, Le Phare |
|  | Sélestat AHB                         | Paris Saint-Germain                  | 41                | 29 |                                     |                                     |  |  |                               |                               |  |  | 2 février 2014, Le Phare | 2 février 2014, Le Phare |
|  | Sélestat AHB                         | 1er février 2014, Le Phare           |                   | 29 |                                     |                                     |  |  |                               |                               |  |  | 2 février 2014, Le Phare | 2 février 2014, Le Phare |
|  | Tremblay-en-France                   | 27                                   |                   |    |                                     |                                     |  |  |                               |                               |  |  | 2 février 2014, Le Phare | 2 février 2014, Le Phare |
|  | Tremblay-en-France                   | 27                                   | Sélestat AHB      | 25 |                                     |                                     |  |  |                               |                               |  |  | 2 février 2014, Le Phare | 2 février 2014, Le Phare |
|  |                                      |                                      | Sélestat AHB      | 25 |                                     |                                     |  |  |                               |                               |  |  | 2 février 2014, Le Phare | 2 février 2014, Le Phare |
|  |                                      | Paris Saint-Germain                  | 37                |    |                                     |                                     |  |  |                               |                               |  |  | 2 février 2014, Le Phare | 2 février 2014, Le Phare |
|  | Paris Saint-Germain                  | Paris Saint-Germain                  | 37                | -  |                                     |                                     |  |  |                               |                               |  |  | 2 février 2014, Le Phare | 2 février 2014, Le Phare |
|  | Paris Saint-Germain                  | 9 novembre 2013, PS de la Valette    |                   | -  |                                     |                                     |  |  |                               |                               |  |  | 2 février 2014, Le Phare | 2 février 2014, Le Phare |
|  | (exempté)                            | -                                    |                   |    |                                     |                                     |  |  |                               |                               |  |  | 2 février 2014, Le Phare | 2 février 2014, Le Phare |
|  | (exempté)                            | -                                    | Saint-Raphaël VHB | 21 |                                     |                                     |  |  |                               |                               |  |  |                          |                          |
|  | 2 octobre 2013, PS de la Valette     |                                      | Saint-Raphaël VHB | 21 |                                     |                                     |  |  |                               |                               |  |  |                          |                          |
|  |                                      | Montpellier AHB                      | 34                |    |                                     |                                     |  |  |                               |                               |  |  |                          |                          |
|  | Cesson Rennes MHB                    | Montpellier AHB                      | 34                | 25 |                                     |                                     |  |  |                               |                               |  |  |                          |                          |
|  | Cesson Rennes MHB                    |                                      |                   | 25 |                                     |                                     |  |  |                               |                               |  |  |                          |                          |
|  | US Ivry                              | 24                                   |                   |    |                                     |                                     |  |  |                               |                               |  |  |                          |                          |
|  | US Ivry                              | 24                                   | Cesson Rennes MHB | 20 |                                     |                                     |  |  |                               |                               |  |  |                          |                          |
|  | 2 octobre 2013, PS René-Bougnol      |                                      | Cesson Rennes MHB | 20 |                                     |                                     |  |  |                               |                               |  |  |                          |                          |
|  |                                      | Montpellier AHB                      | 23                |    |                                     |                                     |  |  |                               |                               |  |  |                          |                          |
|  | Montpellier AHB                      | Montpellier AHB                      | 23                | 33 |                                     |                                     |  |  |                               |                               |  |  |                          |                          |
|  | Montpellier AHB                      | 10 novembre 2013, PS de Beaulieu     |                   | 33 |                                     |                                     |  |  |                               |                               |  |  |                          |                          |
|  | Dijon BHB                            | 21                                   |                   |    |                                     |                                     |  |  |                               |                               |  |  |                          |                          |
|  | Dijon BHB                            | 21                                   | Montpellier AHB   | 26 |                                     |                                     |  |  |                               |                               |  |  |                          |                          |
|  | 3 octobre 2013, PS de Beaulieu       |                                      | Montpellier AHB   | 26 |                                     |                                     |  |  |                               |                               |  |  |                          |                          |
|  |                                      | Dunkerque HGL                        | 24                |    |                                     |                                     |  |  |                               |                               |  |  |                          |                          |
|  | HBC Nantes                           | Dunkerque HGL                        | 24                | 32 |                                     |                                     |  |  |                               |                               |  |  |                          |                          |
|  | HBC Nantes                           |                                      |                   | 32 |                                     |                                     |  |  |                               |                               |  |  |                          |                          |
|  | Fenix Toulouse                       | 31                                   |                   |    |                                     |                                     |  |  |                               |                               |  |  |                          |                          |
|  | Fenix Toulouse                       | 31                                   | HBC Nantes        | 25 |                                     |                                     |  |  |                               |                               |  |  |                          |                          |
|  |                                      |                                      | HBC Nantes        | 25 |                                     |                                     |  |  |                               |                               |  |  |                          |                          |
|  |                                      | Dunkerque HGL                        | 30                |    |                                     |                                     |  |  |                               |                               |  |  |                          |                          |
|  | Dunkerque HGL                        | Dunkerque HGL                        | 30                | -  |                                     |                                     |  |  |                               |                               |  |  |                          |                          |
|  | Dunkerque HGL                        |                                      |                   | -  |                                     |                                     |  |  |                               |                               |  |  |                          |                          |
|  | (exempté)                            | -                                    |                   |    |                                     |                                     |  |  |                               |                               |  |  |                          |                          |
|  | (exempté)                            | -                                    |                   |    |                                     |                                     |  |  |                               |                               |  |  |                          |                          |

### Demi-finales
| 1er février 2014 14 h 30 | Paris Saint-Germain      | 46 - 47 (tab)                 | Saint-Raphaël VHB | Le Phare, Chambéry Affluence : 3 000 Arbitrage : Jean-Pierre Moréno et Michel Serrano |
| 1er février 2014 14 h 30 | Mikkel Hansen 12         | (18 - 15, 34 - 34)            | Morten Olsen 12   | Le Phare, Chambéry Affluence : 3 000 Arbitrage : Jean-Pierre Moréno et Michel Serrano |
| 1er février 2014 14 h 30 | Prol. : 7 - 7Tab : 6 - 5 |                               |                   | Le Phare, Chambéry Affluence : 3 000 Arbitrage : Jean-Pierre Moréno et Michel Serrano |
| 1er février 2014 14 h 30 | ×3                       | Rapport officiel Compte-rendu | ×3 ×5             | Le Phare, Chambéry Affluence : 3 000 Arbitrage : Jean-Pierre Moréno et Michel Serrano |

| 1er février 2014 17 h 15 | Dunkerque HGL    | 24 - 26                       | Montpellier AHB                | Le Phare, Chambéry Affluence : 3 000 Arbitrage : Olivier Buy et Sébastien Duclos |
| 1er février 2014 17 h 15 | Baptiste Butto 8 | (10 - 11)                     | Guigou, Accambray, Kavtičnik 6 | Le Phare, Chambéry Affluence : 3 000 Arbitrage : Olivier Buy et Sébastien Duclos |
| 1er février 2014 17 h 15 | ×3 ×4            | Rapport officiel Compte-rendu | ×4 ×6                          | Le Phare, Chambéry Affluence : 3 000 Arbitrage : Olivier Buy et Sébastien Duclos |

### Finale
| 2 février 2014 17 h 00 | Saint-Raphaël VHB    | 21 - 34                       | Montpellier AHB     | Le Phare, Chambéry Affluence : 3 000 Arbitrage : Thierry Dentz et Denis Reibel |
| 2 février 2014 17 h 00 | Raphaël Caucheteux 6 | (11 - 17)                     | William Accambray 9 | Le Phare, Chambéry Affluence : 3 000 Arbitrage : Thierry Dentz et Denis Reibel |
| 2 février 2014 17 h 00 | ×2 ×3                | Rapport officiel Compte-rendu | ×3 ×2               | Le Phare, Chambéry Affluence : 3 000 Arbitrage : Thierry Dentz et Denis Reibel |

## Vainqueur
| Vainqueur de la Coupe de la Ligue 2013-2014 Montpellier Agglomération Handball 9e victoire |